# Göteborgs och Bohus län

Das Wappen von Göteborgs och Bohus län

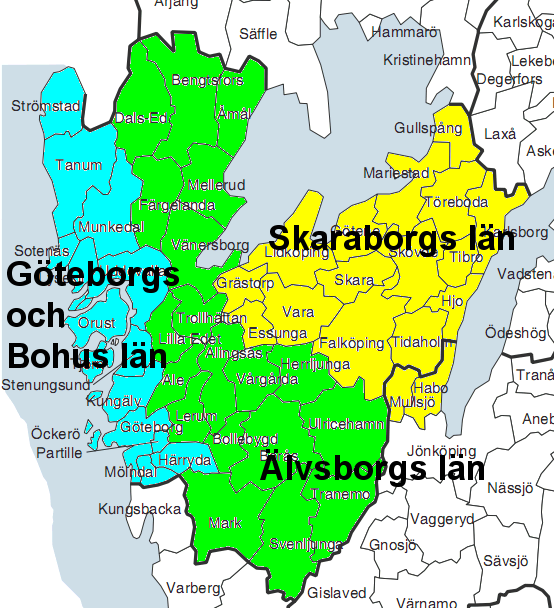
Karte

Göteborgs och Bohus län war eine schwedische Provinz, die bis 1998 bestand. 1998 ging die Provinz mit den Provinzen Skaraborgs län und Älvsborgs län in der neu gegründeten Provinz Västra Götalands län auf. Die damalige Residenzstadt war Göteborg, wobei sich ein Teil der Verwaltung auch in Uddevalla befand. Das Län hatte den Buchstaben (länsbokstav) O zugeordnet bekommen, der jetzt von Västra Götalands län weiter verwendet wird.

## Geografie
Im Norden grenzt es an den Fylke Østfold in Norwegen, dort teilweise durch den Svinesund und das Idefjord getrennt. Im Osten grenzt es an die historischen Provinzen Dalsland und Västergötland sowie im Süden an Halland. Die drei größten Inseln im westlich angrenzenden Kattegat sind Orust, Hisingen und Tjörn.

## Geschichte
Die Grenzen bis 1998 stimmten weitestgehend mit denen überein, die Ende des 17. Jahrhunderts bei der Einrichtung gezogen wurden. 1680 wurde Bohuslän mit der Stadt Göteborg sowie den umliegenden Harden Sävedal, Askim und Östra Hising zusammengelegt und erhielt zwei Jahre später den neuen Namen Göteborgs och Bohus län.